# Ноогенез
Ноогенез (від дав.-гр. νόος — розум і γένεσις — походження, народження) — поява і еволюція розуму.

## Походження і значення терміна
Вперше термін згадується у посмертно виданій в 1955 році книзі
антрополога і філософа П'єра Тейяра де Шардена у двох місцях:
 «У тому критичному настрої, в якому ми відтепер знаходимося, ясно одне. Виконувати доручену нам задачу — рухати вперед ноогенез ми погодимося лише за однієї умови, щоб необхідні від нас зусилля мали шанси на успіх і повели нас якнайдалі.»
 "… попереду для підтримки і врівноваження напору свідомостей з'явився психічний центр загальної течії, трансцендентний часу і простору і, отже, по суті екстрапланетарний. Ноогенез, необоротно піднімається до  точки Омега крізь строго обмежений цикл геогенезу … "
Так як ніхто не давав будь-якого точно і однозначно іменованого поняття, з'явилося багато трактувань, в які вкладалися ті чи інші смисли, що містяться у всій книзі, в тому числі «сучасний період еволюції життя на Землі, що означає перетворення біосфери у сферу розуму —  ноосферу», «еволюція, керована людською свідомістю» та інші.

## Сучасне вживання терміна
Відомо вживання терміна «ноогенез» в окремих працях з медицини, біофізики, семіотики, математики, інформаційних технологій, в психології — поява думки, нового знання, а також в астробіології — поява позаземних інтелектуальних систем, здатних до комунікацій з людством, у відповідності до Рівняння Дрейка і при існуючому парадоксі Фермі.

### Ресурси Інтернету
- Моисеев Н. Н., Поспелов И. Г. Направленность эволюции и разум // Природа. — 1990. — № 6. — С. 3-6.